# Middlesbrough Football Club 2012-2013
Questa pagina raccoglie i dati riguardanti il Middlesbrough Football Club nelle competizioni ufficiali della stagione 2012-2013.

## Rosa
| N. |                        | Ruolo | Calciatore               |
| -- | ---------------------- | ----- | ------------------------ |
| 1  | Inghilterra (bandiera) | P     | Jason Steele             |
| 2  | Inghilterra (bandiera) | D     | Justin Hoyte             |
| 3  | Camerun (bandiera)     | D     | André Bikey              |
| 4  | Inghilterra (bandiera) | D     | George Friend            |
| 5  | Marocco (bandiera)     | C     | Merouane Zemmama         |
| 7  | Inghilterra (bandiera) | C     | Grant Leadbitter         |
| 8  | Scozia (bandiera)      | C     | Kevin Thomson            |
| 9  | Paesi Bassi (bandiera) | A     | Marvin Emnes             |
| 10 | Inghilterra (bandiera) | C     | Nicky Bailey             |
| 11 | Argentina (bandiera)   | C     | Emmanuel Ledesma         |
| 14 | Australia (bandiera)   | D     | Rhys Williams (capitano) |
| 15 | Inghilterra (bandiera) | D     | Seb Hines                |
| 16 | Inghilterra (bandiera) | C     | Josh McEachran           |
| 17 | Inghilterra (bandiera) | A     | Lukas Jutkiewicz         |
| 18 | Scozia (bandiera)      | C     | Andy Halliday            |

| N. |                        | Ruolo | Calciatore                |
| -- | ---------------------- | ----- | ------------------------- |
| 19 | Gambia (bandiera)      | C     | Mustapha Carayol          |
| 20 | Argentina (bandiera)   | C     | Julio Arca                |
| 21 | Inghilterra (bandiera) | D     | Stuart Parnaby            |
| 22 | Inghilterra (bandiera) | A     | Luke Williams             |
| 23 | Inghilterra (bandiera) | A     | Curtis Main               |
| 24 | Scozia (bandiera)      | C     | Cameron Park              |
| 25 | Inghilterra (bandiera) | C     | Adam Reach                |
| 27 | Australia (bandiera)   | A     | Scott McDonald            |
| 30 | Inghilterra (bandiera) | A     | Ishmael Miller            |
| 31 | Inghilterra (bandiera) | P     | Connor Ripley             |
| 32 | Svizzera (bandiera)    | P     | Jayson Leutwiler          |
| 33 | Inghilterra (bandiera) | C     | Richard Smallwood         |
| 38 | Belgio (bandiera)      | C     | Faris Haroun              |
| 39 | Inghilterra (bandiera) | D     | Jonathan Woodgate         |
|    | Grecia (bandiera)      | P     | Dīmītrios Kōnstantopoulos |